# Trofeo de Campeones de la Liga Profesional 2023 (reserva)
El Trofeo de Campeones de la Liga Profesional 2023 o Trofeo de Campeones de la Reserva 2023 fue la tercera edición de esta competición organizada por la Asociación del Fútbol Argentino. Se enfrentaron Vélez Sarsfield, campeón de la Reserva de la Liga Profesional 2023, e Independiente, campeón de la Copa de la Liga Profesional de Reserva 2023. El partido se jugó el 12 de diciembre.

## Equipos clasificados
| Vélez Sarsfield | Campeón del Torneo de Reserva 2023                        |
| Independiente   | Campeón de la Copa de la Liga Profesional de Reserva 2023 |

## Partido
| 12 de diciembre de 2023 | Vélez Sarsfield | 1:0 (1:0) | Independiente | Estadio Juan Carmelo Zerillo, La Plata |                               |
| 20:00                   | Sarco 5'        |           |               | Árbitro(s): Joaquín Rodríguez          | Árbitro(s): Joaquín Rodríguez |

|                                     |
|                                     |
| Campeón Vélez Sarsfield 1.er título |